# Leucorchestris flavimarginata
Leucorchestris flavimarginata är en spindelart som beskrevs av Lawrence 1966. Leucorchestris flavimarginata ingår i släktet Leucorchestris och familjen jättekrabbspindlar.
Artens utbredningsområde är Namibia. Inga underarter finns listade i Catalogue of Life.